# Lilium oxypetalum

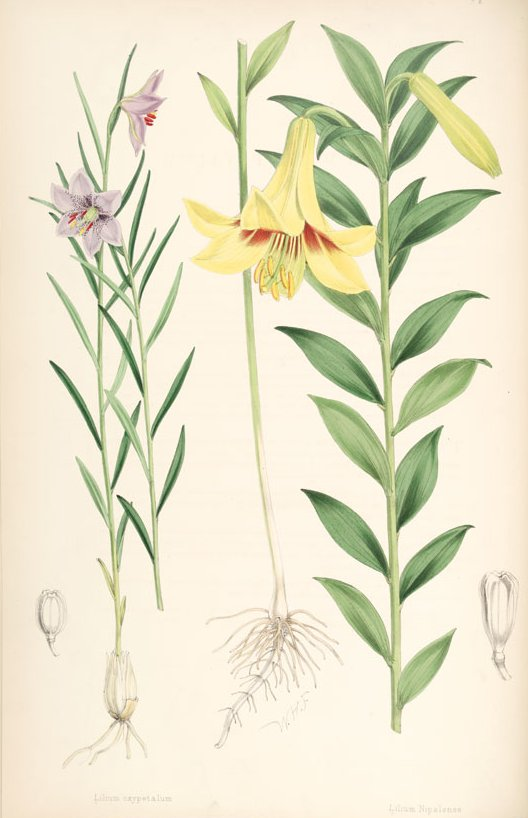
Lilium nepalense (direita) e Nomocharis oxypetala (esquerda) ilustração de Walter Hood Fitch.

Lilium oxypetalum é uma espécie de planta com flor, pertencente à família Liliaceae.
A planta é nativa da Cordilheira do Himalaia.

## Outros nomes
- Nomocharis oxypetala (D.Don) E.H.Wilson, Lilies East. Asia: 13. 1925.
- Fritillaria oxypetala D.Don in J.F.Royle, Ill. Bot. Himal. Mts. 1: 388. 1840)
- Lilium oxypetalum (D.Don) Baker, J. Linn. Soc., Bot. 14: 234. 1874.
- Lilium oxypetalum var. insigne Sealy, Bot. Mag. 171: t. 274. 1956.
- Lilium triceps Klotzsch, Bot. Ergebn. Reise Waldemar: 53. 1862.